# Svetlana Căpățînă
Svetlana Căpățînă (n. 2 octombrie 1969, Orhei, RSS Moldovenească, URSS – d. 25 ianuarie 2022, Chișinău, Republica Moldova) a fost o politiciană din Republica Moldova, deputat în legislatura 2021-2025 a Parlamentului Republicii Moldova. A făcut parte din Blocul electoral al comuniștilor și socialiștilor.